# Talos

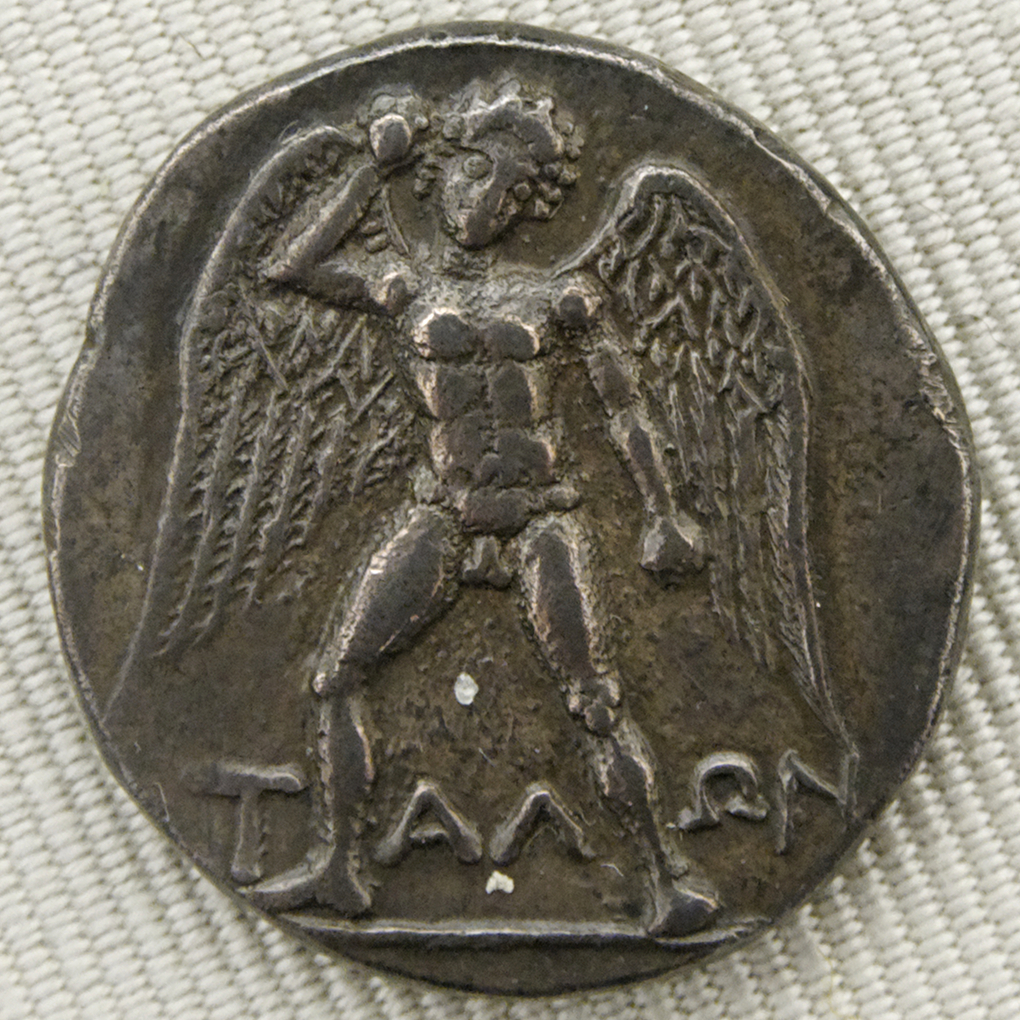
Talos (aquí como Talon) representado como un joven desnudo y alado, armado con una piedra. Didracma de plata de Festos, Creta (c. 300/280–270 a. C.), anverso.

En la mitología griega, Talos o Talo (en griego antiguo: Τάλως, Tálōs)  es un personaje de las leyendas cretenses, ora un autómata de bronce creado por Hefesto, ora un hombre de la fabulosa edad de bronce. Este maravilloso ser protegía a Creta de los piratas e invasores y la vigilaba hasta tres veces al día.  Atacaba a los extraños e invasores desde lejos arrojándoles pedruscos o bien se ponía al rojo vivo hasta estar incandescente y abrazaba mortalmente a los forasteros cuando desembarcaban.
A pesar de la idea popular de que Talos era uno de los gigantes, ninguna fuente antigua lo afirma explícitamente.  Al menos en las Argonáuticas se lo compara en naturaleza como «un gigantesco pino», lo que denota un formidable tamaño.  En la cultura contemporánea, por ejemplo en Jasón y los argonautas, Talos es un coloso en forma de una estatua de bronce gigante. Como una excepción, en una moneda encontrada en la ciudad de Festo se lo llama Talon (Τάλων, Tálōn) y se lo representa alado.